# Liliana
Liliana  è un nome proprio di persona italiano femminile.

## Varianti
- Femminili: Lilliana[1]
  - Ipocoristici: Lilia[1], Liana[2]
- Maschili: Liliano[1][4], Lilliano[1]

### Varianti in altre lingue
- Bulgaro: Лиляна (Liljana)[2]
- Croato: Ljiljana[6]
- Francese: Liliane[2], Lilianne[2]
  - Maschili: Lilian[7]
- Inglese: Lillian[2][5][8], Lilian[2][5][8], Lilliana[2], Liliana[2][8], Lilyana[8]
  - Ipocoristici: Lillia[2], Lil[8]
- Macedone: Лилјана (Liljana)[2]
- Polacco: Liliana[2]
- Portoghese: Liliana[2]
- Portoghese brasiliano: Lílian[2]
- Rumeno: Liliana[2]
- Scozzese: Lileas[2][8], Lilias[2], Lillias[2]
- Serbo: Љиљана (Ljiljana)[2]
- Sloveno: Lilijana[2]
- Spagnolo: Liliana[2]
- Ungherese: Liliána[2]

## Origine e diffusione
Si tratta di un adattamento del nome inglese Lilian, che è un ipocoristico di Elizabeth, la forma inglese di Elisabetta (sebbene tale etimologia non sia del tutto certa). Sia in Italia, sia in Inghilterra, comunque, il nome è associato (popolarmente, ma anche da alcune fonti specialistiche) al giglio (lilium in latino, e lily in inglese), fiore a cui fa riferimento il nome Lilia/Lily; anche la forma serba e croata Ljiljana può, di fatto, essere ricondotta al termine serbocroato indicante il giglio, ljiljan.
In Inghilterra l'uso di questo nome è attestato sin dal XVI secolo, sebbene la sua diffusione corposa si è avviata solo nel XIX. In Italia invece è un'introduzione relativamente recente, il cui utilizzo è stato facilitato dal suono gradevole ed esotico (oltre che dall'associazione con il giglio); è attestato prevalentemente nel Centro-Nord, mentre è raro nel Sud.

## Onomastico
Il nome è di per sé adespota, ovvero nessuna santa lo porta, ma l'onomastico può essere festeggiato lo stesso giorno del nome Elisabetta, da cui è derivato. Alcune fonti lo fissano in memoria di sante dal nome simile, come santa Liliosa (o Liliana), martire con altri compagni a Cordova, ricordata il 27 luglio.

## Persone
- Liliana Bonfatti, attrice italiana

Liliana Merlo

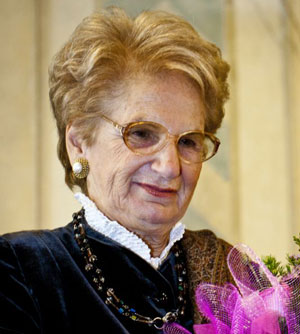
Liliana Segre

- Liliana Castagnola, attrice teatrale italiana
- Liliana Cavani, regista e sceneggiatrice italiana
- Liliana de Curtis, attrice e scrittrice italiana
- Liliana Eritrei, attrice e sceneggiatrice italiana
- Liliana Feldmann, attrice teatrale, conduttrice radiofonica e doppiatrice italiana
- Liliana Grassi, architetta e storica dell'architettura italiana
- Liliana Merlo, danzatrice, coreografa insegnante di danza e promotrice culturale italiana
- Liliana Mumy, attrice e doppiatrice statunitense
- Liliana Picciotto, storica italiana
- Liliana Renzi, pianista italiana
- Liliana Ronchetti, cestista italiana
- Liliana Segre, antifascista italiana
- Liliana Sorrentino, doppiatrice e direttrice del doppiaggio italiana
- Liliana Tellini, attrice italiana

### Variante Lilian

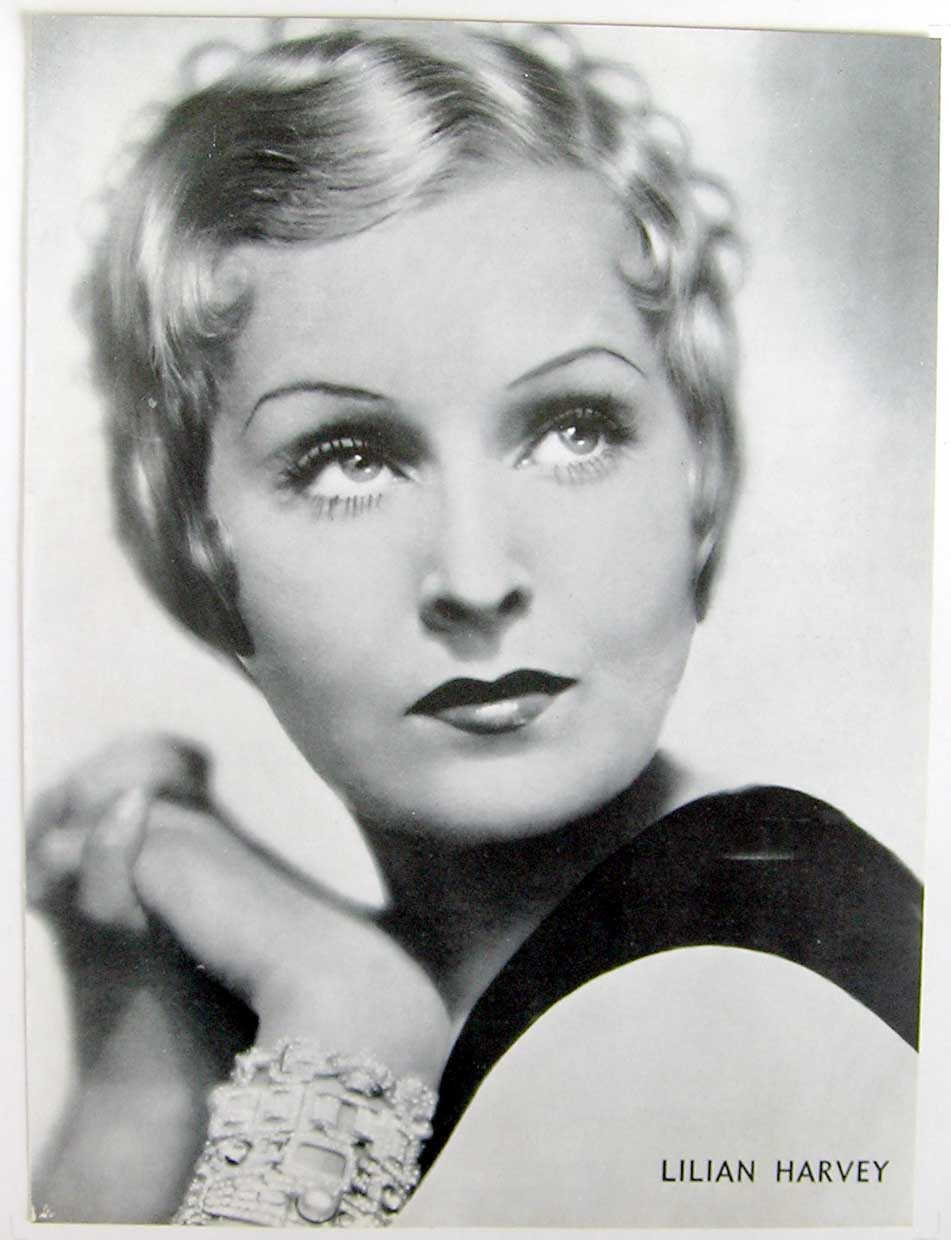
Lilian Harvey

- Lilian di Svezia, duchessa di Halland
- Lilian Baylis, produttrice teatrale e manager inglese
- Lilian Bond, attrice inglese
- Lilian Fontaine, attrice britannica
- Lilian Harvey, attrice e cantante britannica naturalizzata tedesca
- Lilian Jackson Braun, scrittrice statunitense
- Lilian Kummer, sciatrice alpina svizzera
- Lilian Ngoyi, attivista e politica sudafricana
- Lilian Silburn, indologa, filosofa e traduttrice francese

### Variante Lillian

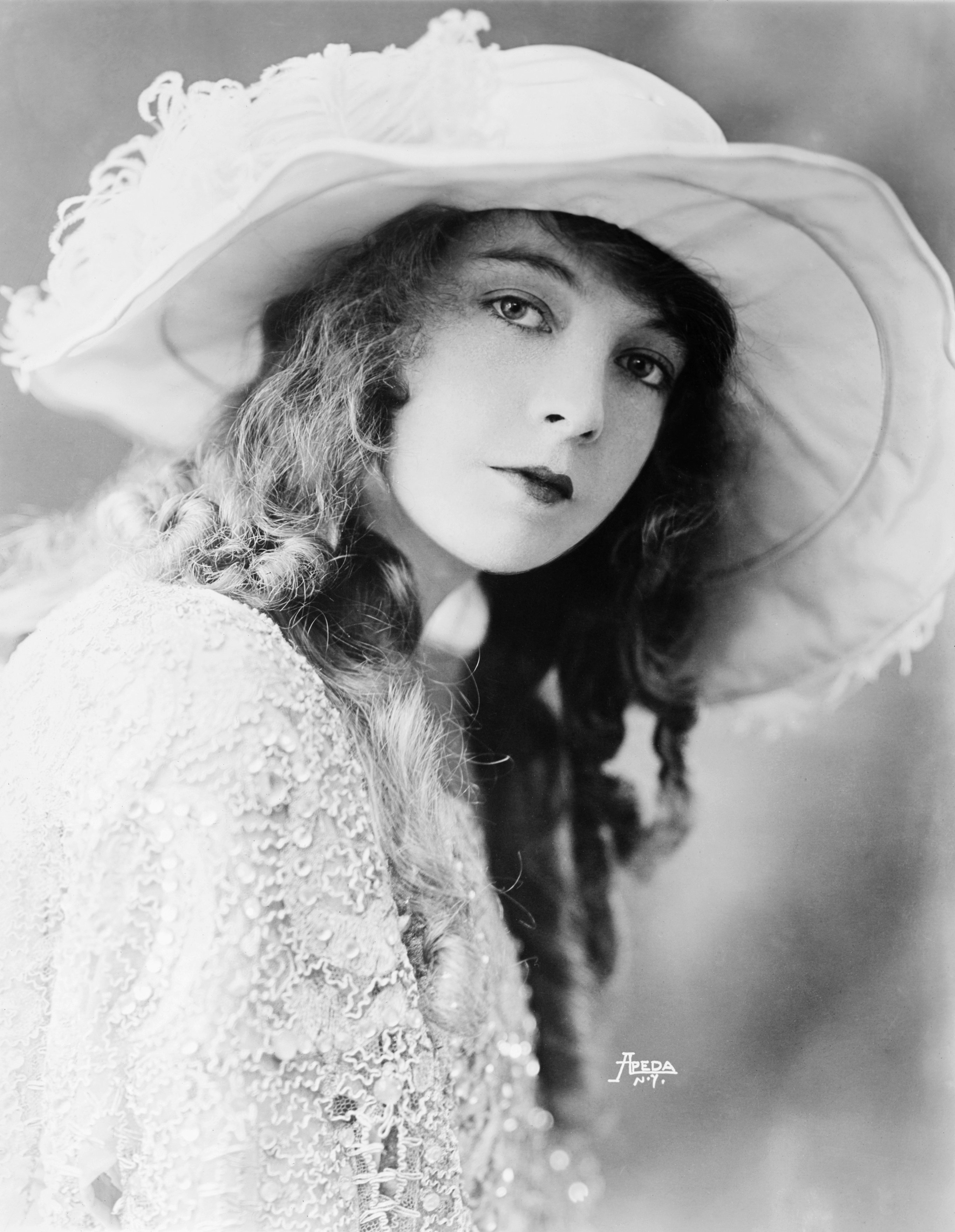
Lillian Gish

- Lillian Albertson, attrice e produttrice cinematografica statunitense
- Lillian Copeland, discobola, giavellottista e pesista statunitense
- Lillian Gish, attrice statunitense
- Lillian Hellman, scrittrice e drammaturga statunitense
- Lillian Leighton, attrice e sceneggiatrice statunitense
- Lillian Moller Gilbreth, ingegnera, dirigente d'azienda e psicologa statunitense
- Lillian Palmer, atleta canadese
- Lillian Randolph, attrice, doppiatrice e cantante statunitense
- Lillian Rich, attrice inglese
- Lillian Russell, soprano e attrice statunitense
- Lillian Smith, circense statunitense
- Lillian West, attrice statunitense

### Altre varianti femminili

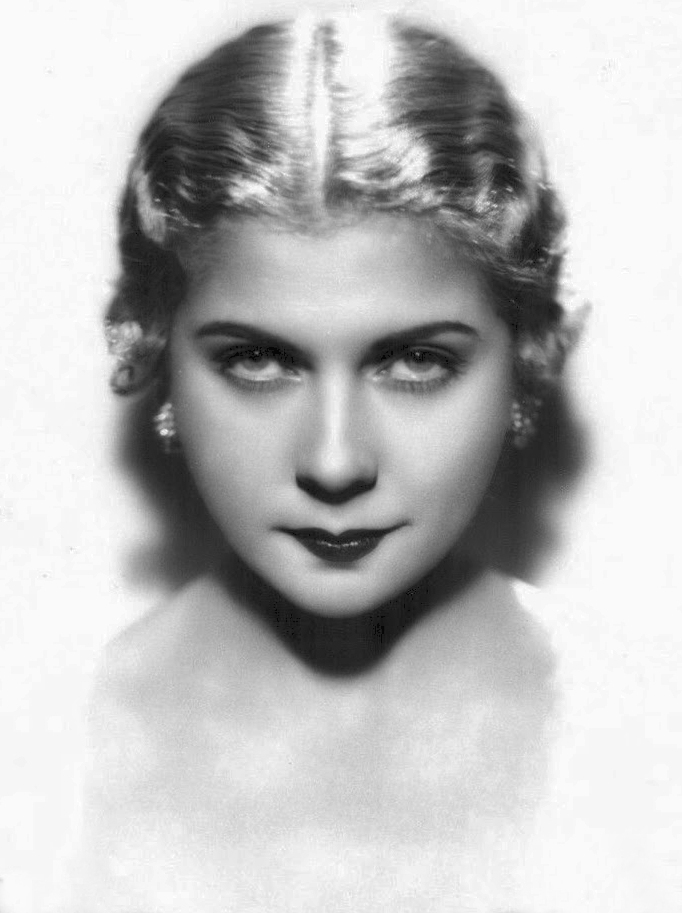
Lilyan Tashman

- Liliane Bettencourt, imprenditrice francese
- Lilyan Chauvin, attrice, regista e produttrice cinematografica statunitense
- Liliane Ferrarezi, modella brasiliana
- Lilián García, annunciatrice di wrestling e cantante statunitense
- Lilyana Natsir, giocatrice di badminton indonesiana
- Lilyan Tashman, attrice statunitense

### Variante maschile Lilian
- Lilian Calmejane, ciclista su strada francese
- Lilian Camberabero, rugbista a 15 francese
- Lilian Compan, calciatore francese
- Lilian Jégou, ciclista su strada francese
- Lilian Laslandes, calciatore francese
- Lilian Nalis, calciatore francese
- Lilian Thuram, calciatore francese

### Variante maschile Liliano
- Liliano Frattini, giornalista italiano

## Il nome nelle arti
- Lilian Hale è un personaggio della serie a fumetti e animata W.I.T.C.H.
- Lillian Raines è un personaggio della soap opera Sentieri.